# أبو نعيم رضوان
أبو نعيم رضوان (أو أبو النعيم رضوان) كان وزيرًا وقائدًا عسكريًّا في إمارة غرناطة. وُلد مسيحيًّا من أصل قشتالي وكتالوني، وأُسر عندما كان طفلاً في قلعة رباح. اعتنق الإسلام وترقى في الرتب خلال عهد إسماعيل الأول (حكم. 1314–1325)، وفي النهاية عُين مدرسًا (مؤدبًا) لابن السلطان محمد. وعندما أصبح الأخير السلطان محمد الرابع في سن العاشرة، بقي رضوان مسؤولًا عنه وعمل بمثابة الوصي على العرش مع جدة السلطان فاطمة بنت الأحمر. وقد عينه محمد حاجبًا في عام 1329، مما جعله الوزير الأعلى رتبة في البلاط. وظل في هذا المنصب في عهد خليفة محمد يوسف الأول والعهد الأول (1354-1359) لمحمد الخامس، باستثناء فترة توقف قصيرة أثناء حكم يوسف. قُتل أثناء الانقلاب الذي أطاح بمحمد الخامس في عام 1359.

## الاستشهادات
1. ↑  Arié 1973، صفحة 264.
2. ↑  Rubiera Mata 1996، صفحة 188.
3. ↑  Catlos 2018، صفحة 437.
4. ↑  Arié 1973، صفحة 200.
5. ↑  Fernández-Puertas 1997، صفحة 9.
6. ↑  Vidal Castro: Ismail II.